# Свет хлеба
«Свет хлеба» — мультипликационный фильм режиссёра Владимира Самсонова, снятый творческим объединением «Экран» в 1983 году.
Создан в технике живопись по стеклу.
О нелегком труде хлебороба и красоте русской природы.

## Сюжет мультфильма
Солнце только начало подниматься над деревней, а хозяйка уже разожгла печь и месит тесто чтобы испечь хлеб. Вдруг раздался свист сильного ветра. Солнце и небо постепенно закрыла огромная чёрная туча. Полетели птицы и побежали звери, спасаясь от смерчей. На окнах захлопали ставни, хозяин дома пошёл посмотреть, что происходит. Выйдя в поле, он поймал несомое ветром золотистое зёрнышко и посадил его в землю. Вдруг лучи Солнца пробились сквозь тучу и осветили дом и петуха, который немедленно закукарекал. Прогремел гром и сверкнула молния, началась гроза. Ветер дул с такой силой, что ломал деревья и катил по земле камни. Но лучи Солнца всё прорывались сквозь тучу, и наконец, туча пролилась дождём и напоила поля. Из земли проросли побеги, на которых под Солнцем скоро зазолотятся колосья. А в деревенском доме хозяйка снова месила тесто и пекла хлеб, а вся семья смотрела на огонь в печи и ждала свежего хлеба.

## Создатели
| Автор сценария            | Роберт Рождественский                                                          |
| Режиссёр                  | Владимир Самсонов                                                              |
| Художник-постановщик      | А. Опарин                                                                      |
| Оператор                  | Эрнст Гаман                                                                    |
| Композитор                | Кирилл Волков                                                                  |
| Звукооператор             | Сергей Кель                                                                    |
| Художники-мультипликаторы | Светлана Сичкарь, Борис Тузанович, А. Распопов, Ольга Хорова, Александр Левчик |
| Художники                 | Маина Новожилова, А. Цыбин, Т. Арешкова                                        |
| Монтажёр                  | Людмила Коптева                                                                |
| Редактор                  | Валерия Медведовская                                                           |
| Директор                  | Лидия Варенцова                                                                |

- Создатели приведены по титрам мультфильма.